# Motorola Razr (2020)
Motorola Razr е смартфон със сгъваем екран, разработен от Motorola. Устройството представи новото поколение на Razr, който беше популярен преди около 15 години.
Моделът е представен на 14 ноември 2019 г. и пуснат в продажба на 18 февруари 2020 г.

## Спецификации
Моделът е снабден с 6.2-инчов OLED екран без никакви гънки и издатини. Формат на изображението: 21:9. Телефонът се сгъва наполовина, когато устройството е затворено.
Горната част на телефона е заета от основна камера и интерактивен 2,7-инчов Quick View дисплей за бърз преглед.
Основната му камера в 16 MP, а селфи камерата е 5 MP.
Πроцесорът e Snapdragon 710 c 6GВ RАМ и 128GВ вътрешна памет. Батерията e 2 510 mAh.
Tелефонът използва операционна система Android 9.0 Ріе и няма 5G.
Motorola Razr има ретро RAZR режим, при който целият вътрешен екран копира дисплея и клавиатурата на оригинала.

## Отзиви
Motorola Razr не издържах тестата за брой сгъвания, които направи порталът Cnet. Механизма на сгъване е отказал след 27 218 сгъвания. По-късно Cnet посочвах, че тестовата машина не е била пригодена за формата на устройството.
Макс Вайнбах (собственик на портал XDA Developers) публикува в социални мрежи снимките, на които показва гънките на екран.

## Продажби
Motorola продава два броя Motorola Razr на цената на един в САЩ.